# إليزابيث هاوبتمان
إليزابيث هاوبتمان (بالألمانية: Elisabeth Hauptmann؛ بالسويدية: Elisabeth Hauptmann) هي مترجمة وكاتِبة ألمانية وسويدية، ولدت في 20 يونيو 1897 في Peckelsheim ‏ في ألمانيا، وتوفيت في 30 أبريل 1973 في برلين الشرقية.

## وصلات خارجية
- إليزابيث هاوبتمان على موقع IMDb (الإنجليزية)
- إليزابيث هاوبتمان على موقع ميوزك برينز (الإنجليزية)
- إليزابيث هاوبتمان على موقع قاعدة بيانات برودواي على الإنترنت (الإنجليزية)
- إليزابيث هاوبتمان على موقع أول ميوزيك (الإنجليزية)
- إليزابيث هاوبتمان على موقع ديسكوغز (الإنجليزية)
- إليزابيث هاوبتمان على موقع قاعدة بيانات الفيلم (الإنجليزية)
- إليزابيث هاوبتمان على موقع كينوبويسك (الروسية)